# Első Emelet 4
Első Emelet 4 – czwarty album zespołu Első Emelet, wydany nakładem Hungarotonu w 1987 roku na MC i LP. W 2004 roku wydano ten album na CD.

## Lista utworów
1. "Szakíts ha bírsz" (3:36)
2. "Csakazértis szerelem" (3:40)
3. "Szívkalapács" (3:27)
4. "Libero-légió" (3:35)
5. "Levél New Yorkba" (3:39)
6. "Gyertyabalett" (3:54)
7. "Menekülés az éjszakába" (3:57)
8. "Bújtass el!" (4:44)
9. "Baba Jaga" (3:47)
10. "Labirintus" (3:43)
11. "Nem férek a bőrömbe" (3:45)

## Wykonawcy
- Gábor Berkes – instrumenty klawiszowe, wokal
- Csaba Bogdán – gitara, instrumenty klawiszowe, wokal
- Béla Patkó – wokal
- Gábor Kisszabó – gitara basowa, gitara, wokal
- Gábor Szentmihályi – perkusja
- István Tereh – wokal, perkusja